# Liste der Biografien/Cheb
Liste der Biografien |
Portal Biografien |
Personensuche
# |
A |
B |
C |
D |
E |
F |
G |
H |
I |
J |
K |
L |
M |
N |
O |
P |
Q |
R |
S |
T |
U |
V |
W |
X |
Y |
Z |
?
 
Ca |
Cb |
Cc |
Ce |
Ch |
Ci |
Cj |
Ck |
Cl |
Cm |
Cn |
Co |
Cr |
Cs |
Ct |
Cu |
Cv |
Cw |
Cy |
Cz
 
Cha |
Chb |
Che |
Chh |
Chi |
Chk |
Chl |
Chm |
Chn |
Cho |
Chr |
Cht |
Chu |
Chv |
Chw |
Chy
 
Chea |
Cheb |
Chec |
Ched |
Chee |
Chef |
Cheg |
Cheh |
Chei |
Chej |
Chek |
Chel |
Chem |
Chen |
Cheo |
Chep |
Cher |
Ches |
Chet |
Cheu |
Chev |
Chew |
Chey |
Chez
Die Liste der Biografien führt alle Personen auf, die in der deutschsprachigen Wikipedia einen Artikel haben. Dieses ist eine Teilliste mit 40 Einträgen von Personen, deren Namen mit den Buchstaben „Cheb“ beginnt.

## Cheb
- Cheb i Sabbah (1947–2013), algerisch-amerikanischer Musiker und DJ

### Cheba
- Chebake, Issam (* 1989), französisch-marokkanischer Fußballspieler
- Chebani, Haribon, komorischer Politiker
- Chebataroff, Jorge (1909–1984), uruguayischer Geograph und Botaniker
- Chebaya, Philippe Boutros (1920–2002), libanesischer Geistlicher, maronitischer Bischof

### Chebb
- Chebbah, Mouna (* 1982), tunesische Handballspielerin
- Chebbak, Ghizlane (* 1990), marokkanische Fußballspielerin
- Chebbi, Aya, tunesische Diplomatin, Klimaschützerin und Feministin
- Chebbi, Lazhar Karoui (* 1927), tunesischer Politiker
- Chebbi, Youssef, tunesisch-französischer Filmregisseur, Drehbuchautor, Musiker und Musikproduzent

### Chebe
- Chebel, Fadi Abou (* 1969), libanesischer Ordensgeistlicher, maronitischer Exarch von Kolumbien
- Chebel, Malek (1953–2016), algerischer Religionsanthropologe und Schriftsteller
- Chebet, Abel (* 1993), ugandischer Langstreckenläufer
- Chebet, Beatrice (* 2000), kenianische LangstreckenläuferinBeatrice Chebet (* 2000)

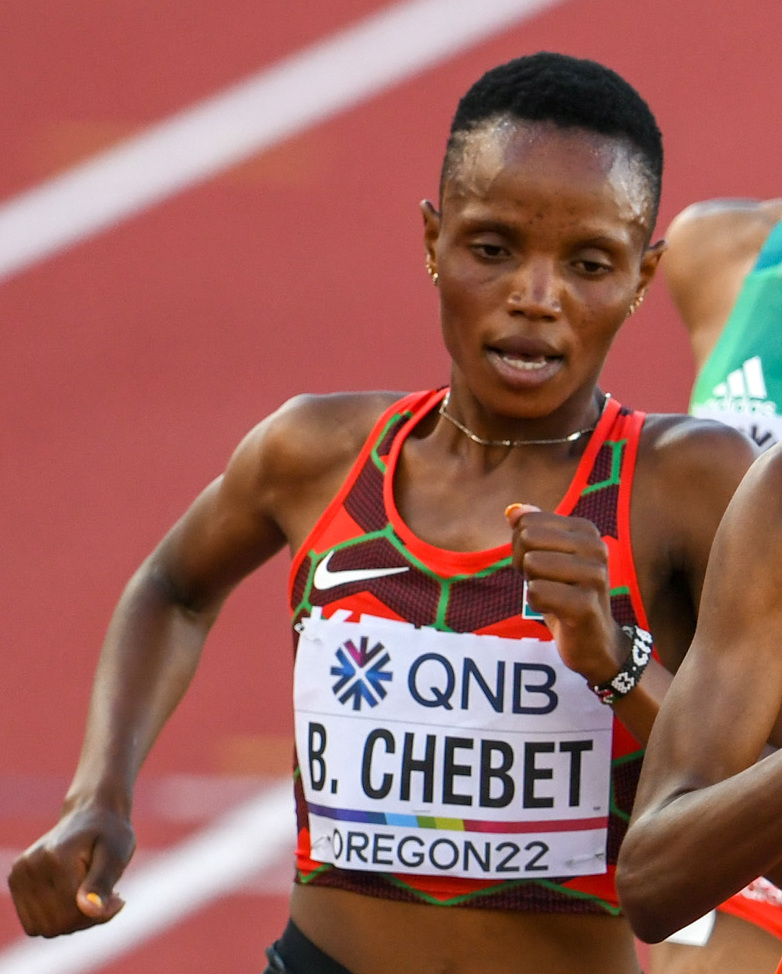
Beatrice Chebet (* 2000)

- Chebet, Brenda (* 2004), kenianische Mittelstreckenläuferin
- Chebet, Caren (* 2000), kenianische Hindernisläuferin
- Chebet, Esther (* 1997), ugandische Mittelstreckenläuferin
- Chebet, Evans (* 1988), kenianischer Leichtathlet
- Chebet, Joseph (1970–2023), kenianischer Marathonläufer
- Chebet, Mercy (* 2002), kenianische Sprinterin
- Chebet, Peter Kiplagat (* 1982), kenianischer Langstreckenläufer
- Chebet, Rachael Zena (* 1996), ugandische Mittel- und Langstreckenläuferin
- Chebet, Wilson Kwambai (* 1985), kenianischer Langstreckenläufer
- Chebet, Winny (* 1990), kenianische Mittelstreckenläuferin
- Chebeya, Floribert (1963–2010), kongolesischer Menschenrechtler

### Chebi
- Chebichi, Sabina (* 1959), kenianische Mittelstreckenläuferin
- Chebii, Abraham (* 1979), kenianischer Langstreckenläufer
- Chebii, Daniel (* 1985), kenianischer Langstreckenläufer
- Chebii, Ezekiel Kiptoo (* 1991), kenianischer Langstreckenläufer
- Chebii, Johnstone Kemboi (* 1968), kenianischer Marathonläufer

### Chebl
- Chebli, Kamel (* 1954), tunesischer Fußballspieler und -trainer
- Chebli, Sawsan (* 1978), deutsche politische Beamtin (SPD)Sawsan Chebli (* 1978)

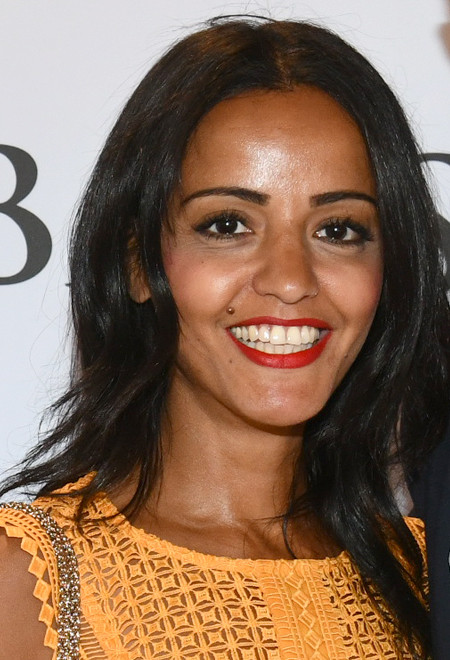
Sawsan Chebli (* 1978)

### Chebo
- Chebogut, Stephen (* 1984), kenianischer Marathonläufer
- Cheboi, Moses (* 1970), kenianischer Politiker
- Cheboiboch, Christopher (* 1977), kenianischer Marathonläufer
- Chebor, Jackline Jerotich (* 1970), kenianische Marathonläuferin
- Cheboror, Robert (* 1978), kenianischer Marathonläufer
- Chebout, Lucy (* 1984), deutsche Rechtsanwältin und Richterin am Landesverfassungsgericht

### Chebr
- Chebrolu, Anika (* 2006), US-amerikanische Schülerin

### Chebu
- Chebu, Anne (* 1987), deutsche Journalistin, Moderatorin, Buchautorin